# Dave Mirra Freestyle BMX 2
Dave Mirra Freestyle BMX 2 est un jeu vidéo de sport (BMX) édité par Acclaim Max Sports, sorti en 2001 sur PlayStation 2, Xbox, GameCube et Game Boy Advance. Il s'agit de la suite de Dave Mirra Freestyle BMX. Il a pour suite Dave Mirra Freestyle BMX 3.
Le joueur peut y incarner différents cyclistes BMX professionnels dont Dave Mirra.

## Accueil
- Jeuxvideo.com : 14/20 (PS2)[1] - 13/20 (GC/XB)[2] - 14/20 (GBA)[3]